# Malcea, Horodnea
Malcea (în ucraineană Мальча) este un sat în comuna Lemeșivka din raionul Horodnea, regiunea Cernihiv, Ucraina.

## Demografie
Componența lingvistică a localității Malcea
     Ucraineană (100%)
Conform recensământului din 2001, toată populația localității Malcea era vorbitoare de ucraineană (100%).